# Б-95 (1958)
Б-95 — советская подводная лодка проекта 641.

## История строительства
Лодка была заложена 2 февраля 1958 года на эллинге завода № 196 в Ленинграде. под заводским номером 764. Спуск на воду состоялся 25 апреля 1958 года, 30 сентября 1959 года корабль вступил в строй.

## История службы
Входила в состав 211-й бригады 33-й дивизии (затем — 4-й эскадры) подводных лодок Северного флота. В 1968—1969 годах совершила совместный с Б-98 поход «Прилив-2» с целью получения опыта базирования подводных лодок в удалённых от основных баз районах океана, осуществляла боевые службы в Индийском океане, прошла трёхмесячный ремонт во Владивостоке.
В 1980 году выведена из состава флота, законсервирована, в 1990 году выведена из состава флота, в 2004 году разделана на металл.